# Bintanath (filla de Seti I)
Bintanath (Bent'anta, Bint-Anath, Bintanat) fou una princesa egípcia, filla del faraó Seti I. El seu nom era d'origen sirià i volia dir "filla d'Anath".
Es va casar com era tradicional amb el seu germà Ramsès II i després de la mort de la dona principal Nefertari (després del 25è any de regnat) i de la segona dona principal Isetnofret (després de l'any 30è de regnat) va esdevenir de fet l'esposa principal, fins i tot quant el faraó es va casar amb la princesa hitita Maathorneferure, que probablement no coneixia prou bé el cerimonial egipci.
Una possible estàtua d'aquesta reina es troba al peu d'una estàtua colossal de Ramsès II a Karnak.
Està enterrada a la tomba 71 de la Vall de les Reines.